# De profesión sospechoso
De profesión sospechoso es una obra de teatro de Alfonso Paso, estrenada en el Teatro Infanta Beatriz, de Madrid, el 26 de octubre de 1962.

## Argumento
Juan y Laura forman un matrimonio desdichado. Ella finge ser paralítica para amargarle la existencia a su marido y él vive amargado en el recuerdo de su primera mujer fallecida. Ambos llegan al chalet alquilado a pasar unas vacaciones. El guardia de la finca, Salustio, comienza a extender el rumor de que Juan tiene previsto asesinar a su esposa. Ésta, por su parte, hastiada de su matrimonio, huye del chalet. En la maleta de Juan se descubre el cadáver de una mujer al que le falta la cabeza. Las sospechas se ciernen sobre Juan.

## Representaciones destacadas
- Teatro (Estreno, 1962). Intérpretes: Pedro Espinosa, Ismael Merlo, Ángel de Andrés, Regino de Julián, Agustín Povedano, Lola Gálvez, José Luis Matrán, Emilia Rubio, Milagros Leal, Rogelio Madrid, Rafael Gil Marcos y Ramón Reparaz.
- Televisión (Estudio 1, TVE, 1969). Intérpretes: Luis Varela, Valeriano Andrés, Mary González, Rafael Navarro, Valentín Tornos, Verónica Luján, Magda Roger.